# Nate Higgs
Nathan Lee Higgs  (Tarboro, Carolina del Norte, 21 de octubre de 1970) es un exjugador estadounidense. Con 2,01 de estatura, jugaba en la posición de alero. Su carrera deportiva la desarrolló en multitud de ligas de Estados Unidos, Latinoamérica y Europa, adquiriendo en España la nacionalidad española, y acabando su carrera en equipos menores de Cataluña.

## Equipos
- 1990-1994 Elizabeth City State University.
- 1994 Miami Tropics.
- 1994-1995 Omaha Racers. Juega 17 partidos.
- 1995-1996 Miami Tropics.
- 1995-1996 Fyrishov Gators.
- 1995-1996 Yakima Sun Kings. Juega tres partidos.
- 1996-1997 Carolina Cardinals.
- 1996-1997 Liga de Chipre.
- 1997-1998 Raleigh Cougars.
- 1997-1998 Independiente General Pico.
- 1997-1998 Gigantes de Carolina.
- 1997-1998 Hapoel Holon.
- 1999-2000 Piratas Quebradillas.
- 1999-2000 TDK Manresa.
- 2000-2001 Criollos Caguas.
- 2000-2001 Tampa Bay Thunder Dawgs.
- 2000-2001 Tampa Bay Thunder Dawgs. Cortado tras 26 partidos.
- 2001-2002 Muller Verona.
- 2001-2002 Capitanes de Arecibo.
- 2002-2003 Ramat Asharon.
- 2002-2003 Gigantes de Carolina
- 2003-2004 Ciudad de La Laguna
- 2004-2005 CB Cornellá
- 2004-2005 Vaqueros de Bayamón
- 2004-2005 Maratonistas de Coamo
- 2005-2006 CB Vic
- 2006-2008 Alayor Jovent
- 2008-2009 Baloncesto Córdoba
- 2009-2010 CB Hospitalet
- 2011-2012 CB Hospitalet